# Marco Martani
Marco Martani (Spoleto, 15 giugno 1968) è uno sceneggiatore, commediografo, regista e critico cinematografico italiano.
Fondatore, insieme a Fausto Brizzi, Lorenzo Mieli e Mario Gianani della società di produzione cinematografica e televisiva Wildside, ha avuto quattro candidature al David di Donatello come miglior sceneggiatore per i film Notte prima degli esami, Ex, La mafia uccide solo d'estate e In guerra per amore ed una nomination come miglior regista esordiente per Cemento armato. Cemento Armato vince tra gli altri il prestigioso ’International film festival di Braunschweig. Sempre come sceneggiatore ha vinto il Nastro d'argento per Ex.

## Biografia
Laureato in Lettere moderne alla Sapienza - Università di Roma, ha iniziato la sua attività giovanissimo, alla fine degli anni Ottanta, come critico cinematografico scrivendo per le riviste Cineforum e Sentieri selvaggi. Nel 1993 scrive e mette in scena la sua prima commedia teatrale. Dopo alcune sceneggiature per alcune serie TV, grazie al produttore Aurelio De Laurentiis scrive il suo primo film per il cinema, Tifosi, per la regia di Neri Parenti. Il sodalizio con il regista toscano continua con successo per i nove film di Natale successivi con i quali si aggiudica nove Biglietti D'Oro consecutivi alle Giornate Professionali per i miglior incassi dell'anno. 
La sua opera prima come regista, il noir metropolitano Cemento armato, esce nel 2007 e vince il festival internazionale di Braunschweig ed il Miami film Festival. L'anno successivo scrive la sceneggiatura del film Oggi sposi per la regia di Luca Lucini. Insieme a Fausto Brizzi ha scritto i due Notte prima degli esami, Ex, Maschi contro femmine, Femmine contro maschi, Com'è bello far l'amore, Pazze di me e Indovina chi viene a Natale?, Forever Young, Poveri ma ricchi e Poveri ma ricchissimi. Nel 2011 ha scritto Un Natale per due, film tv per Sky Cinema diretto da Giambattista Avellino, il più grande successo di ascolti di una fiction originale prodotta da Sky di sempre. Nel 2012 ha replicato col successo di Un Natale con i fiocchi sempre diretto da Avellino con Alessandro Gassmann e Silvio Orlando.
Ha scritto La mafia uccide solo d'estate, esordio alla regia di Pif. Il film ha avuto un successo unanime di pubblico e critica. Ha ottenuto 9 nomination ai David di Donatello tra cui miglior sceneggiatura e miglior film, ha vinto il premio del pubblico al 31° Festival del Cinema di Torino., ha vinto il David di Donatello come miglior film d'esordio e il David Giovani e svariati festival italiani e internazionali. Marco Martani ha ottenuto il Globo d'oro per la sceneggiatura e il Nastro d'argento come miglior soggetto sempre per il film di Pif. La mafia uccide solo d'estate ha inoltre vinto il prestigioso EFA 2014, l'Oscar Europeo nella categoria miglior commedia dell'anno.
Ha poi sceneggiato Se Dio vuole. Il film ha avuto un notevole successo di critica ed è stata una delle commedie più apprezzate del 2015 superando i 4 milioni di euro di incasso. Ha ottenuto due nomination ai David di Donatello come miglior regista esordiente e miglior attore protagonista vincendo quella del film d'esordio. Ha vinto il Nastro d'Argento quale miglior esordio e numerosi premi nazionali e internazionali. 
Nel 2016, insieme a Pif, collabora alla sceneggiatura del suo secondo film In guerra per amore. 
Nel 2017 scrive Questione di karma, secondo film di Edoardo Falcone con Elio Germano e Fabio de Luigi.
Il 5 marzo 2019 viene pubblicato il suo primo libro intitolato Come un padre, un thriller noir edito da Dea Planeta. Il romanzo vince il prestigioso premio "Mariano Romiti 2019" come migliore opera prima. La produzione americana 21 Laps Entertainment (Una notte al museo, Stranger things) acquista i diritti del romanzo per una trasposizione seriale in fase di sviluppo.  
Nel 2021 dirige il suo secondo film da regista La donna per me, scritto con Eleonora Ceci e prodotto da Lucky Red e scrive il soggetto del film di Edoardo Falcone Il principe di Roma.  
Nel 2022 scrive e dirige per il cinema il film Eravamo bambini, una coproduzione Minerva pictures/Wildside, distribuita da Europictures/Vision distribution selezionato nella rassegna Alice nella città 2023 in concorso nella sezione "Panorama Italiano". 

## Filmografia

### Cinema

#### Sceneggiatore
- Tifosi, regia di Neri Parenti (1999)
- Body Guards - Guardie del corpo, regia di Neri Parenti (2000)
- Merry Christmas, regia di Neri Parenti (2001)
- Natale sul Nilo, regia di Neri Parenti (2002)
- Natale in India, regia di Neri Parenti (2003)
- Christmas in Love, regia di Neri Parenti (2004)
- The Clan, regia di Christian De Sica (2005)
- Natale a Miami, regia di Neri Parenti (2005)
- Notte prima degli esami, regia di Fausto Brizzi (2006)
- Natale a New York, regia di Neri Parenti (2006)
- Notte prima degli esami - Oggi, regia di Fausto Brizzi (2007)
- Cemento armato, regia di Marco Martani (2007)
- Natale a Rio, regia di Neri Parenti (2008)
- Ex, regia di Fausto Brizzi (2009)
- Oggi sposi, regia di Luca Lucini (2009)
- Maschi contro femmine, regia di Fausto Brizzi (2010)
- Femmine contro maschi, regia di Fausto Brizzi (2011)
- Amici miei - Come tutto ebbe inizio, regia di Neri Parenti (2011)
- Com'è bello far l'amore, regia di Fausto Brizzi (2012)
- Pazze di me, regia di Fausto Brizzi (2013)
- La mafia uccide solo d'estate, regia di Pif (2013)
- Indovina chi viene a Natale?, regia di Fausto Brizzi (2013)
- Se Dio vuole, regia di Edoardo Falcone (2015)
- Vacanze ai Caraibi, regia di Neri Parenti (2015)
- Forever Young, regia di Fausto Brizzi (2016)
- In guerra per amore, regia di Pif (2016)
- Poveri ma ricchi, regia di Fausto Brizzi (2016)
- Questione di karma, regia di Edoardo Falcone (2017)
- Poveri ma ricchissimi, regia di Fausto Brizzi (2017)
- Amici come prima, regia di Christian De Sica (2018)
- Restiamo amici, regia di Antonello Grimaldi (2019)
- La mia banda suona il pop, regia di Fausto Brizzi (2020)
- Calibro 9, regia di Toni D'Angelo (2020)
- La donna per me, regia di Marco Martani (2022)
- Il principe di Roma, regia di Edoardo Falcone (2022)
- Eravamo bambini, regia di Marco Martani (2024)

#### Regista
- Cemento armato (2007)
- La donna per me (2022)
- Eravamo bambini (2024)

### Televisione
- Tutti gli uomini sono uguali, regia di Alessandro Capone (1998)
- Lezioni di guai, regia di Stefano Bambini e Sandro De Santis (1999)
- Sei forte, Maestro, regia di Ugo Fabrizio Giordani e Alberto Manni (2000)
- Valeria medico legale, regia di Gianfrancesco Lazotti (2000)
- Non ho l'età, regia di Giulio Base (2001)
- Onora il padre, regia di Gianpaolo Tescari (2001)
- Non ho l'età 2, regia di Giulio Base (2002)
- Benedetti dal Signore, regia di Francesco Massaro (2004)
- O la va, o la spacca, regia di Francesco Massaro (2004)
- Il mio amico Babbo Natale, regia di Franco Amurri (2005)
- Due imbroglioni e... mezzo!, regia di Franco Amurri (2007)
- Un Natale per due, regia di Giambattista Avellino (2011)
- Un Natale con i fiocchi, regia di Giambattista Avellino (2012)
- Benvenuti a tavola - Nord vs Sud, regia di Francesco Micchiché (2013)